# Desmopachria rhea
Desmopachria rhea is een keversoort uit de familie waterroofkevers (Dytiscidae). De wetenschappelijke naam van de soort is voor het eerst geldig gepubliceerd in 1999 door K.B.Miller.